# 北海道アイヌ語
北海道アイヌ語（ほっかいどうアイヌご）、アイヌ語北海道方言は北海道島に分布しているアイヌ語の方言である。現存する唯一のアイヌ語方言である。

## 地域区分
北海道島のアイヌ語は日高山脈を境に概ね2分される。
- 北海道南西部方言
  - 八雲方言（八雲町。旧熊石町域は除く）
  - 長万部方言（長万部町）
  - 余市方言（余市町）
  - 幌別方言（登別市）- 知里幸恵『アイヌ神謡集』、金成マツ『アイヌ叙事詩ユーカラ集』
  - 白老方言（白老町）
  - 千歳方言（千歳市）- 中川裕・中本ムツ子『エクスプレス・アイヌ語』、中川裕『アイヌ語千歳方言辞典』、佐藤知己『アイヌ語文法の基礎』
  - 鵡川方言（旧鵡川町）
  - 沙流方言（沙流川流域） - 田村すず子『アイヌ語沙流方言辞典』、萱野茂『萱野茂のアイヌ語辞典』、他多数。他のどの方言よりも記録の質・量ともに充実している。
  - 新冠方言（新冠町）
- 北海道北東部方言
  - 静内方言（旧静内町）- 奥田統己『アイヌ語静内方言文脈つき語彙集（CD-ROMつき）』
  - 浦河方言（浦河町）
  - 様似方言（様似町）
  - 十勝方言（十勝支庁）- 本別町教育委員会『澤井トメノ十勝本別アイヌ語分類辞典』。公開記録が他の方言に比べて少ない[4]。
  - 釧路方言（釧路支庁）- 『アイヌ語釧路方言語彙』、山本多助、貫塩喜蔵
  - 阿寒方言（阿寒町）
  - 根室方言（根室支庁）
  - 北見方言（網走支庁）
  - 石狩方言（旭川市など） - 砂沢クラ、杉村キナラブック、杉村フサ、石山キツエ
  - 天塩方言（名寄市など）
  - 宗谷方言（稚内市）

## 現状
アイヌ語の現存する唯一の方言であるが話者数は2007年で10人と極めて少ない。これを受けてアイヌ語はユネスコによって危機に瀕する言語のうち最も重大な「極めて深刻」に分類されている。今、アイヌ語を母語として育った人は一人も生きていない。
2025年5月27日から、白老アイヌ協会はアイヌ政策推進交付金（2025年度予算: 720万円）を活用し、（白老方言・幌別方言を中心とした）アイヌ語話者の育成講座を開始している。この講座は月3回程度、年度毎にレポートを課す4年間の学習でアイヌ語指導者を育成し、最終的にはアイヌ語の言語復興を目標とするものである。この言語復興案は、2024年10月に白老町の姉妹都市である台湾（中華民国）花蓮県秀林郷の先住民族であるタロコ族の人々を同協会が訪問した後、同協会の山丸和幸理事長が立案した。